# Інгігерда Кнудсдоттір Данська
Інгігерда Кнудсдоттер Данська (дан. Ingegerd af Danmark, Ingegerd Knudsdatter, швед. Ingegärd Knutsdotter av Danmark; 1080/1085 — невідомо), також знана як Інгерта та Інгерд — данська принцеса, донька короля Данії Кнуда IV і Адели Фландрської. Її вважають матір'ю-засновницею династії Фолькунгів, наступних шведських і норвезьких королів (починаючи з двох праправнуків).
Після вбивства Кнуда IV у 1086 році, її мати покинула Данію та повернулася до Фландрії разом із сином Карлом, а Інгігерда і її сестра Сесілія відправились до Швеції за своїм дядьком по батьківській лінії Еріком і його дружиною Боеділь Турготсдоттір, які стали їхніми прийомними батьками. Обидві сестри вийшли заміж за шведських аристократів: Сесілія вийшла заміж за ярла Еріка, а Інгегерд вийшла заміж за Фольке Товстого і стала матір'ю Бенгта Снівіля. Відомо, що обидва ці шлюби відбулися у Швеції.
Ерік і Боеділь повернулися до Данії, коли Ерік став монархом у 1095 році. Сесілія також пізніше повернулася до Данії, але ніщо не свідчить про те, що Інгігерда зробила те саме.